# Пишон, Рафаэль
Рафаэ́ль Пишо́н (фр. Raphaël Pichon, 1984, Париж) — французский певец (контратенор), хоровой дирижёр и оркестровый дирижёр.

## Биография
Пел в детском хоре. Закончил Версальскую, а затем Парижскую консерваторию, где его педагогами были Кеннет Вайс и Говард Крук (вокал), Пьер Као (хоровое дирижирование) и Стефан Кардон (оркестровое дирижирование). В 2005, ещё студентом Парижской консерватории, создал ансамбль барочной музыки Пигмалион; диски, записанные ансамблем (прежде всего, мессы Баха), получили высокую критическую оценку. Также дирижирует камерным хором Otrente, который исполняет музыку романтиков (Бетховен, Мендельсон, Брамс) и современных композиторов (Стравинский).

## Дебют и репертуар
Как певец дебютировал в январе 2006 в опере Генри Пёрселла Дидона и Эней в Ренне (пост. Бенжамен Лазар). Пел в операх, кантатах и других вокальных сочинениях Баха, Монтеверди, Кавалли, Алессандро Скарлатти, Перголези, Люлли и др.

## Творческое сотрудничество
Как певец выступал с Густавом Леонхардтом, Тоном Копманом, Жорди Савалем, Лоранс Экильбе, Полом Эгнью, Венсаном Дюместром и др. дирижёрами. Пел в известном хоре исполнителей старинной музыки Les Cris de Paris. Сотрудничал с Кэти Митчелл и др. режиссёрами.